# Тегуа
Тегуа (англ. Tegua) — остров в архипелаге Новые Гебриды, в островной группе Торрес в Тихом океане. Является территорией Республики Вануату. Административно входит в состав провинции Торба.

## География

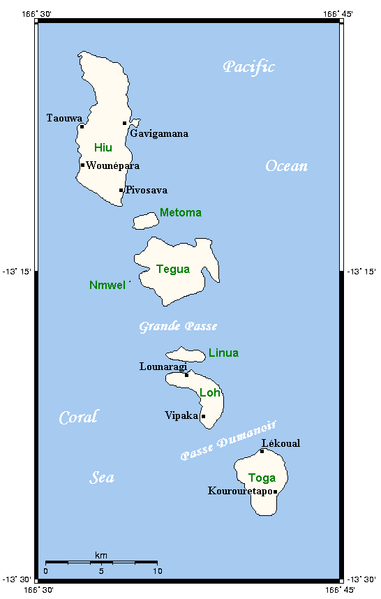
Карта островов Торрес.

Остров Тегуа расположен в северной части архипелага Новые Гебриды в Тихом океане. К северу находятся острова Метома и Хиу, к югу — остров Линуа и другие острова группы Торрес. Ближайший материк, Австралия, расположен в 1300 км. С восточной стороны остров омывается Тихим океаном, с западной — Коралловым морем.
Тегуа имеет коралловое происхождение и представляет собой поднятый атолл. Длина острова составляет около 7 км, ширина — 6,5 км. Высшая точка Тегуа достигает 240 м. Недалеко от западного побережья, в 600 м, расположен крошечный остров Нмвел.
Климат на Тегуа влажный тропический. Среднегодовое количество осадков составляет около 4000 мм. Остров подвержен частым циклонам и землетрясениям.

## История
Острова Вануату были заселены примерно 2000 лет назад в ходе миграции населения через Соломоновы острова из северо-западной части Тихого океана и Папуа — Новой Гвинеи. Колонизация островов осуществлялась в ходе длительных морских плаваний на больших каноэ, которые могли вместить до 200 человек. С собой путешественники также брали некоторых полезных животных, семена сельскохозяйственных растений, которые впоследствии стали разводиться на новых землях.
В марте 1906 года Тегуа, как и другие острова Новых Гебрид, стали совместным владением Франции и Британии, то есть архипелаг получил статус англо-французского кондоминиума.
30 июня 1980 года Новые Гебриды получили независимость от Великобритании и Франции, и остров Тегуа стал территорией Республики Вануату.

## Население
В 2009 году численность населения Тегуа составляла 58 человек. В 2006 году из-за повышения уровня Мирового океана, вызванного глобальным потеплением, и, вследствие этого, частого подтопления жилых домов на побережье единственное поселение острова, деревня Латеу, была эвакуирована во внутренние районы острова на расстояние около 300 м от побережья Тегуа.